# Cristiano Moraes Oliveira
Cristiano Moraes Oliveira (*Manaos, Brasil, 28 de septiembre de 1983), futbolista brasileño. Juega de volante y su primer equipo fue FC Paços Ferreira.
- Datos: Q2537100